# Museo de Tessé
El Museo de Tessé (en francés, Musée de Tessé) es el principal museo de la ciudad de Le Mans. Este edificio es un antiguo palacio episcopal, construido 1871 y 1877. Ofrece numerosas visitas guiadas sobre diversos temas y se sitúa en un marco natural privilegiado, no lejos de los quinconces des Jacobins. Destaca por su colección egipcia. 
La idea de crear un museo en la ciudad apareció a finales del reinado de Luis XVI, justo antes de la revolución. Con las confiscaciones de bienes de la iglesia y de los emigrados durante la Revolución francesa, se formó la primera colección. El 21 de junio de 1799 se inauguró el museo. Las principales adquisiciones son las que provienen de las colecciones de la familia de Tessé, conocidas por dos inventarios (1766 y 1794) y comprenden principalmente pintura francesa del siglo XVII.
Además de la colección egipcia, tiene varios cuadros importantes, como dos de Philippe de Champaigne (La Vanidad y El sueño de Elías), un Bodegón con piezas de armadura de Willem Kalf y tres óleos que ilustran el Roman comique de Paul Scarron. También posee piezas arqueológicas de origen francés (prehistoria, la época romana y la medieval). De arte decorativo presenta cerámica, muebles (a destacar un secreter que perteneció a Luis XV) y textiles. En cuanto a las Bellas Artes, tiene cuadros y esculturas. A ello hay que añadir una colección de armas, numismática y sigilografía.